# Dicranota (Rhaphidolabis) tenuipes
Dicranota (Rhaphidolabis) tenuipes is een tweevleugelige uit de familie Pediciidae. De soort komt voor in het Nearctisch gebied.